# لودغر ريمي
لودغر ريمي (بالألمانية: Ludger Rémy)‏ هو موزع ألماني، ولد في 4 فبراير 1949 في كالكار في ألمانيا، وتوفي في 20 يونيو 2017 في بريمن في ألمانيا.

## وصلات خارجية
- الموقع الرسمي
- لودغر ريمي على موقع ميوزك برينز (الإنجليزية)
- لودغر ريمي على موقع أول ميوزيك (الإنجليزية)
- لودغر ريمي على موقع ديسكوغز (الإنجليزية)